# Ingrid Schubert (Politikerin)
Ingrid Schubert (* 17. Februar 1950 in Wien) ist eine österreichische Politikerin (SPÖ). Sie ist seit 2003 Abgeordnete zum Wiener Landtag und Gemeinderat.

## Ausbildung und Beruf
Ingrid Schubert besuchte von 1956 bis 1960 die Volksschule und im Anschluss eine Hauptschule. Nach der Beendigung ihrer Schulpflicht begann Schubert eine Ausbildung als Kanzleilehrling am Magistrat der Stadt Wien. Sie war nach dem Abschluss ihrer Lehre 1967 noch zwei Jahre bei der Stadt Wien beschäftigt und wechselte danach bis 1971 als Mitarbeiterin zur SPÖ Donaustadt. Seit 1978 ist sie für die Siedlungs-Union, Gemeinnützige Wohnungs- und Siedlungsgenossenschaft m.b.H tätig. Sie absolvierte von 1983 bis 1984 eine Ausbildung zur Buchhalterin und ist seit 1994 Leiterin des Rechnungswesen sowie Bilanzbuchhalterin.

## Politik
Ingrid Schubert ist seit 1965 Mitglied der SPÖ und arbeitet seit 1966 in der Bezirksorganisation Wien-Donaustadt mit. Sie engagierte sich in der Sektion 5 Eßling, wo sie ab 1975 die Funktion der Hauptkassiererin innehatte. Schubert wurde 1996 zur Sektionsvorsitzenden gewählt und ist seit dem Jahr 2000 Mitglied des Parteivorstands der SPÖ Donaustadt. Ab 1992 war sie im Bezirksparlament tätig und wechselte am 17. Jänner 2003 in den Wiener Landtag und Gemeinderat. Sie ist in der 18. Gesetzgebungsperiode Mitglied im Ausschuss „Wohnen, Wohnbau und Stadterneuerung“.

## Privates
Ingrid Schubert ist verheiratet und hat eine Tochter.

## Auszeichnungen (Auswahl)
- 2023: Goldenes Ehrenzeichen für Verdienste um das Land Wien[1]